# تشريح القانون (كتاب)
تشريح القانون هو كتابٌ في الطب يُقسم إلى قسمين الأول يشرح فيه صور الأعضاء الباطنية والذي يقسم إلى خمس جمل والقسم الثاني والذي يشرح فيه تشريح الأعضاء الآلية.

## المؤلف
ابن سينا هو أبو علي الحسين بن عبد الله بن الحسن بن علي بن سينا، عالم وطبيب مسلم من بخارى، اشتهر بالطب والفلسفة واشتغل بهما.